# 이만영
이만영(李晩榮, 1924년 11월 30일~2013년 3월 1일)은 정보통신 정보보호분야의 암호학에서 세계적으로 인정받고 있는 석학이다.
이만영 박사는 플브라이트 장학생으로 선발되어 미국 콜로라도대에서 공학박사 학위를 취득하였다. 당시 서울공대 출신으로는 제1호로 미국 박사학위를 취득하였다. 이후 미국 보잉사 엔지니어로 근무하다 학계로 나아가 한양대, 서강대, 미국 버지니아주립대 교수로 재직하였다
1962년 한국 최초로 아날로그컴퓨터를 제작한 바 있는데 제1,2호기는 화재로 소실되고 제3호기가 한양대기념관에 보존, 전시되어 있다.
70년대 서강대 전자공학과 교수로 재직 중 신설된 국방과학연구소의 초대 부소장으로 이후 삼성전자 반도체,통신부문의 전신인 삼성반도체통신(주) 초대 대표이사를 역임 후 한양대에서 후학 양성과 연구에 전념하였다.
한양대 부총장을 끝으로 정년퇴임 후에도 서울대 초빙교수, 경희대 석좌교수로 강단에 섰다.
2010년에는 과학자들이 일생에 한 권의 책만 내도 큰 영광으로 여길 정도로 권위가 있는 세계적 출판사인 미국의 존 와일리가 통신보안시스템 분야의 ‘글로벌 최고 베스트셀러’로  이만영 박사의 저서인 ‘모바일 커뮤니케이션 시스템과 보안’을 선정한 바 있다. 이 책은 3세대(3G) 이동통신을 중심으로 세대별 무선 이동통신시스템의 진화 과정과 구조, 동작원리, 음성, 고속패킷데이터 전송서비스 등에 대해 소개하면서 무선 모바일 커뮤니케이션 기술 개발 및 다양한 보안문제 대처방안 등을 다뤘다.

## 주요 저서
- 《오류정정부호이론》
- 《암호이론》
- 《모바일 커뮤니케이션 시스템과 보안》